# アリャクサンドル・クチュインスキー
アリャクサンドル・クチュインスキー（1979年10月27日 - ）は、ベラルーシ、ヴォルシャ出身の自転車競技（ロードレース）選手。

## 表記について
ベラルーシ語の表記では、Аляксандр Кучынскі となり、それに即すると当名称が近い。また、アリャクサンドル・クチンスキーという表記も近い。ラテン文字で翻記すると、Aljaksandr Kučynski に近い。但しラテン文字では、Aleksandr Kuschynski（アレクサンドル・クシュインスキー）という翻記の仕方もある。

## 来歴
2003年
- GP・サン・ジュゼッペ 優勝

2004年
- ジロ・ダブルッツォ 総合優勝
- ツール・ド・スロベニア 総合2位
- シャトールー・クラシック・ド・ランドル 優勝

2005年
- ベラルーシ選手権 個人ロードレース 優勝
- ブークル・ド・ラ・メイアンヌ 総合優勝

2006年、チェラミカ・フラミニアと契約しプロ転向。
- メモリアル・オレグ・ディアチェンコ 優勝

2007年、リクイガスに移籍。
- ファイヴ・リングス・オブ・モスクワ 総合優勝
- ツール・ド・フランス 総合89位

2009年
- ヘント〜ウェヴェルヘム 2位

2010年
- ベラルーシ選手権 個人ロードレース 優勝

2011年、チーム・カチューシャに移籍。
- 国内選手権 個人ロードレース 優勝